# ريكاردو دوارتي
ريكاردو دوارتي (بالإسبانية: Ricardo Duarte)‏ (9 فبراير 1940 بجاويا في بيرو - ) هو لاعب كرة سلة بيروفي في مركز الوسط، شارك في بطولة كأس العالم لكرة السلة 1963 والألعاب الأولمبية الصيفية 1964 وبطولة كأس العالم لكرة السلة 1967.

## وصلات خارجية
- ريكاردو دوارتي على موقع الاتحاد الدولي لكرة السلة (الإنجليزية)
- ريكاردو دوارتي على موقع سبورتس رفرنس (الإنجليزية)
- ريكاردو دوارتي على موقع أوليمبيديا (الإنجليزية)